# Chiho Aoshima
Chiho Aoshima (青島千穂, nascuda el 1974 a Tòquio, Japó) és una artista de pop japonès i membre del col·lectiu Kaikai Kiki fundat per Takashi Murakami. A partir de tècniques digitals, superposa elements iconogràfics de les estampes
tradicionals japoneses, des de fantasmes, dimonis i altres elements onírics fins a escenaris urbans hipertecnològics o paisatges imaginaris entre el manga i l'estètica de l'art nouveau.
Aoshima es va graduar al Departament d'Economia de la Universitat Hosei, Tòquio. Aquesta jove artista gràfica va començar a treballar a la factoria Murakami sense cap formació d'art prèvia. L'obra d'Aoshima sovint implica escenes i paisatges surreals, normalment incloent fantasmes, dimonis, naturalesa i dones joves. Aoshima majoritàriament imprimeix imatges a papers de gran escala amb impressores industrials, però també sobre altres materials com ara pell o superfícies de plàstic per donar a les seves imatges textures diferents.
Aoshima també ha fet obres d'escultura i animació, i recentment ha exposat la seva imatge de més gran escala, que mesura 32,5.5 metres d'ample i 4,8 metres d'alçada. Aoshima també ha exposat la seva obra a les parets del servei de transport de la ciutat de Nova York, part de la seva sèrie Fulgor de la Ciutat. També ha exposat la seva obra a estacions de metro de Londres. El 2008 va exposar a l'Espai 13 de la Fundació Joan Miró.